# Dioscorea oreodoxa
Dioscorea oreodoxa är en enhjärtbladig växtart som beskrevs av Bernice Giduz Schubert. Dioscorea oreodoxa ingår i släktet Dioscorea och familjen Dioscoreaceae. Inga underarter finns listade i Catalogue of Life.